# 西北研究所
西北研究所（せいほくけんきゅうじょ）は、1944年（昭和19年）、日本軍支配下の蒙古聯合自治政府首都の張家口に設立された日本の研究機関。

## 沿革
1944年春、内モンゴルの日本軍占領地で少数民族工作を担当していた善隣協会の調査部を改編する形で大東亜省管轄の研究所として設立された。満州・蒙古一帯の生態学・民族学的調査が主な業務であり、退役軍人の土橋一次が機関長（理事長）、今西錦司が所長、石田英一郎が次長にそれぞれ就任した。

## 研究所の活動
名称の由来は不明であるが、「西北」とは当時一般に（ソ連の対中国支援ルートが通過する）新疆・甘粛地方を意味しているため、この地域への日本軍の進出を念頭にしたものと言われる。先行の民族研究所の設立に関わった岡正雄はこの研究所の設立にも関与しており、このため民族研究所の姉妹機関としての位置づけもなされていた。官立機関であるため、所員である人類学者たちはフィールドワークを行うための身分を保証されていた。
研究所のプロジェクトとしては今西・梅棹忠夫らによるモンゴル研究、佐口透・岩村忍らのイスラーム研究（民族研究所との共同プロジェクト）があったが、設立翌年の1945年には日本の敗戦により廃止され、活動期間は短く研究所としては目立った業績を上げることは出来なかった。しかし今西を筆頭にいわゆる「京都学派」のフィールドワーカーが結集しており、満鉄調査部などと異なって所員には研究成果を日本に持ち帰ることが許されたため、この時の調査結果を利用して戦後多くの論文が書かれ「今西進化論」などの理論的発展を準備したといわれる。

## 組織
第1課(理系)と第2課(文系)で構成されていた。
所長・次長
- 所長：今西錦司(民族学)
- 次長：石田英一郎(民族学)

所員(五十音順)
- 磯野誠一(法社会学)
- 磯野富士子
- 梅棹忠夫（嘱託）
- 甲田和衛(社会学)
- 酒井行雄(心理学)
- 中尾佐助
- 藤枝晃(東洋史)
- 森下正明
- 岩村忍(民族研究所より出向)
- 小野忍 (民族研究所より出向)
- 佐口透(民族研究所より出向)